# 保羅·盧傑利
保羅·盧傑利（英語：Paul Ruggeri；1986年12月19日—）是一位美國體操運動員。他是一位意大利後裔。在2008年至2012年期間，他曾就讀於伊利諾伊大學。他代表美國參加了2014年世界體操錦標賽，並且取得團體－銅牌（第三名）。